# 中国少年先鋒隊

大隊旗

中隊旗

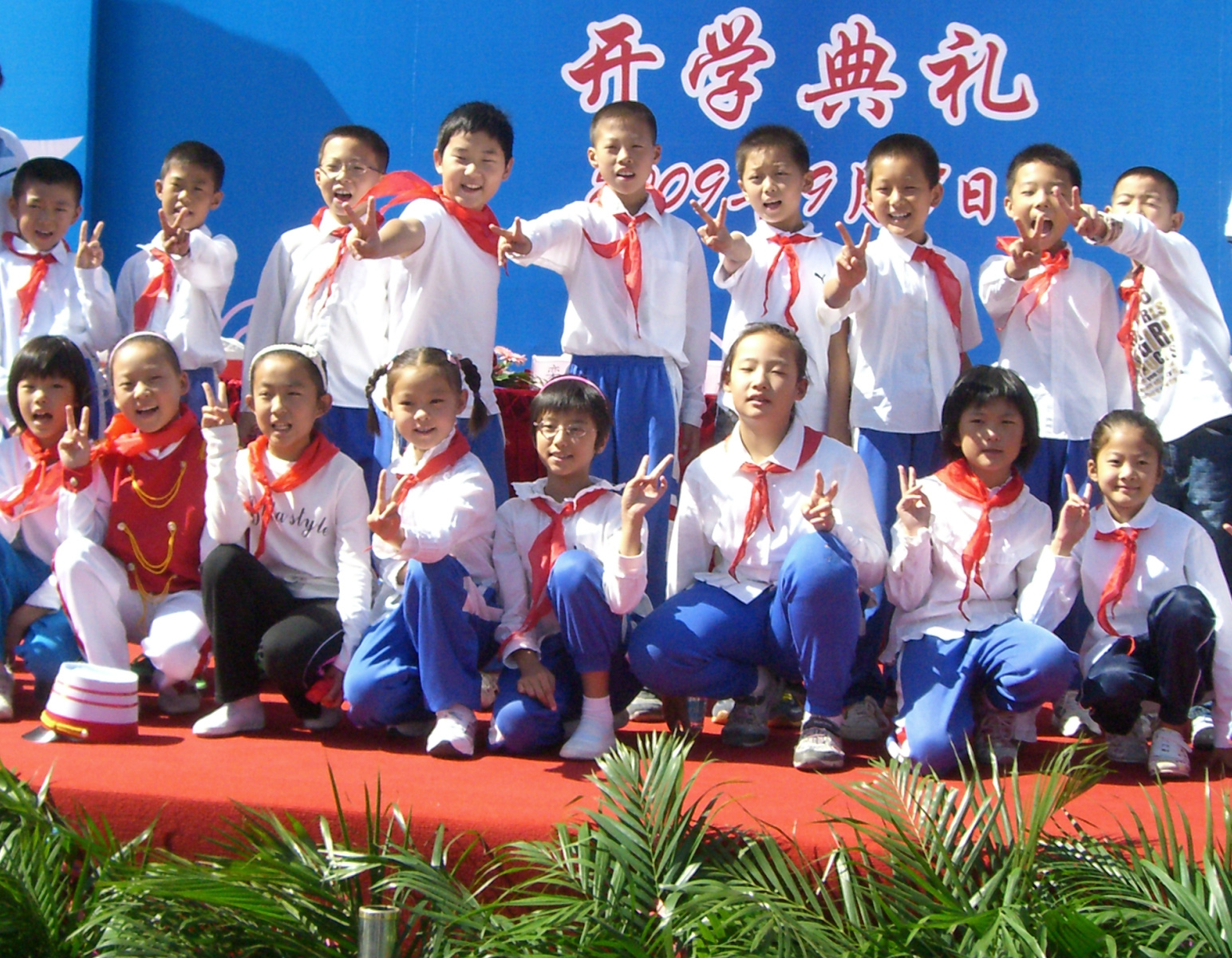
新しい小学校の開学式典で、同級生の写真。以前は少先隊員はクラスから2、3人のみが選ばれたが、最近は同級生がすべて少先隊員。

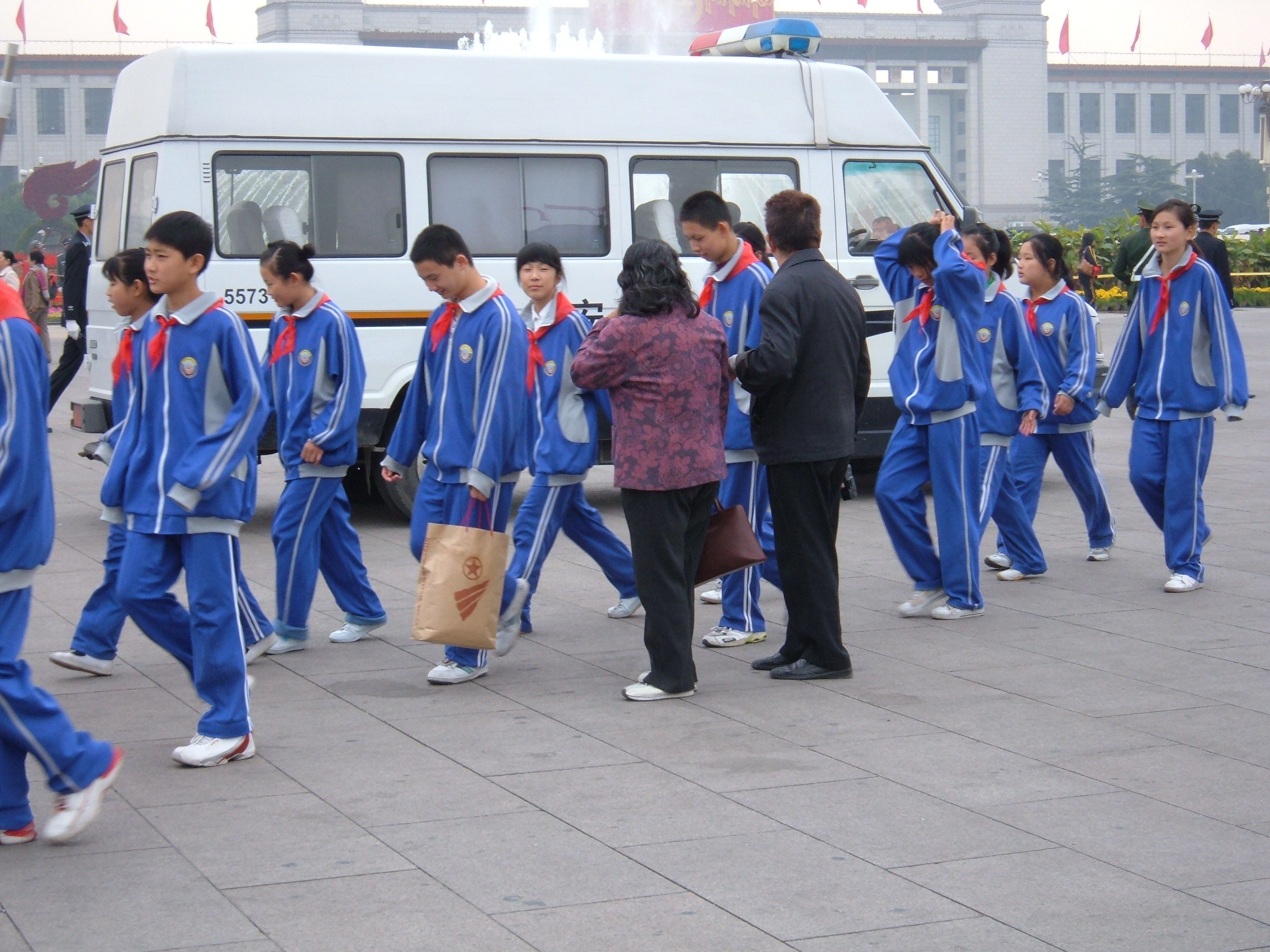
天安門広場にいる少先隊員。

中国少年先鋒隊（ちゅうごくしょうねんせんぽうたい、中国語: 中國少年先鋒隊）は略して「少先隊」とも呼ばれ、中華人民共和国の全国的な青少年組織で、ソ連のピオネールに相当し、主に課外活動を通じて共産主義を学ばせ、将来の共青団員、共産党員を育成している。隊長は賀軍科。

## 歴史と活動
少年先鋒隊運動は1949年に中華人民共和国の成立と同時に始まり、1953年に全国組織として現在の名称を使い始めた。
ソ連のピオネール組織が停止した現在も、中国では少先隊が活発に活動している。隊員は「紅領巾」と呼ばれる赤いネッカチーフを巻く。
少先隊は学校単位に組織されているが、大都市ではソ連のピオネール宮殿に相当する少年宮（青少年宮とも呼ばれる）も市単位・区単位で設置されていて、これらも使われている。

## 関連書籍
- 『中国の集団主義 - 少年先鋒隊の組織と教育』（宋美齢、胡耀邦ほか著、斎藤秋男、小林文男編訳、明治図書出版、1965年）[1]
- 『少年団運動の成立と展開-英国ボーイスカウトから学校少年団まで』（田中治彦 、九州大学出版会、1999年）
- 『少年団の歴史-戦前のボーイスカウト・学校少年団』（上平泰博、中島純、田中治彦、萌文社、1996年）